# Sentinel-5P

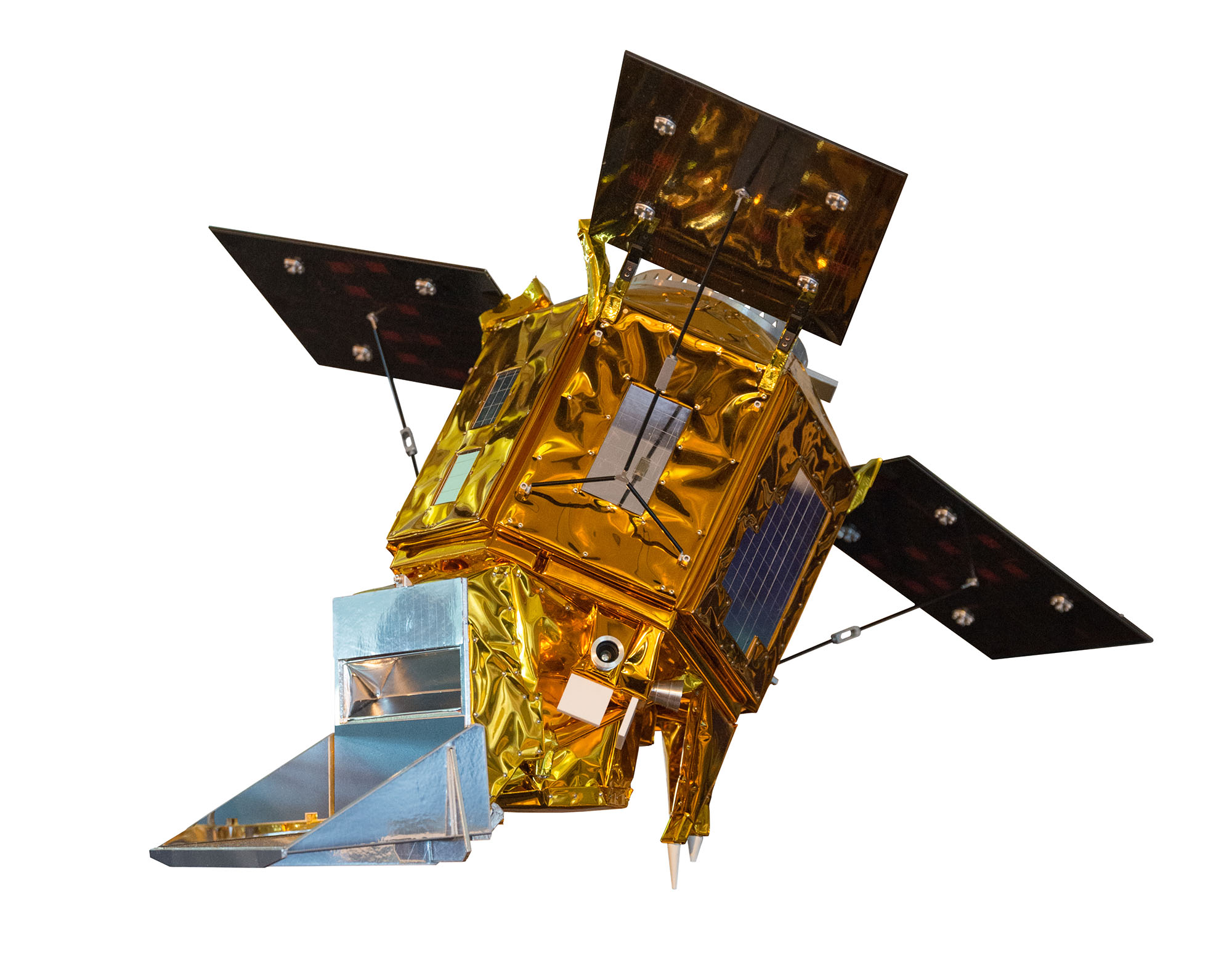
Model del Sentinel-5P

El Sentinel-5P (Sentinel-5 Precursor) és un satèl·lit d'observació terrestre desenvolupat per l'Agència Espacial Europea (ESA) com a part del Programa Copernicus, anteriorment anomenat Global Monitoring for Environment and Security o GMES. La missió del Sentinel-5P és mantenir la continuïtat de les observacions entre el període en què l'Envisat va deixar d'estar operatiu el 2012 fins a la posada en operació del Sentinel-5.

## Característiques de la missió
- Tipus: Observació terrestre
- Data de llançament: 13 d'octubre del 2017[1]
- Massa en el llançament: 820 kg (inclosos 82 kg de fuel i 220 kg del instrument principal TROPOMI)
- Vehicle de llançament: Rokot
- Lloc de llançament: Cosmòdrom de Plessetsk
- Òrbita: Heliosíncrona
- Altitud: 817 km
- Inclinació: 98.7 °
- Hora local del node ascendent: 09:30
- Cicle orbital: ~100 minuts
- Durada nominal: 7 anys

## Instrument: TROPOMI
El TROPOMI (TROPOspheric Monitoring Instrument, és a dir, instrument de monitoratge atmosfèric) consisteix en 4 espectròmetres, cada un dividit electrònicament en dos longituds d'ona, que engloben en total les longituds d'ona ultravioleta (UV), visible (VIS), infraroig proper (NIR) i infraroig d'ona curta (SWIR). D'aquesta manera l'instrument permet monitorar les concentracions de gasos com l'Ozó, el metà, el monòxid de carboni, el diòxid de nitrogen o els òxids de sofre presents en l'atmosfera. TROPOMI pren mesures cada segon cobrint una àrea de 2600km d'ample amb una resolució espacial de 7x7 km². Les seves dimensions són de 1.40 x 0.65 x 0.75 m.
TROPOMI està dividit en quatre blocs principals: els espectròmetres UV-VIS-NIR junt amb el seu bloc de calibració, l'espectròmetre SWIR, la unitat de control de l'instrument i un bloc de refrigeració al treballar en temperatures molt baixes. El consum energètic mitjà de l'instrument és de 155 W i genera un volum de dades per valor de 139 Gbits cada òrbita.

## Aplicacions
- Composició atmosfèrica
- Contaminació de l'aire
- Estudi de la capa d'Ozó